# 性徹
性徹，又稱性徹禪師（성철，1912年2月19日―1993年11月4日），佛教禪宗僧人，對現代韓國佛教影響極大。由於他的簡樸生活、禪定方式和傳教技巧，在韓國被認為「成佛」。

## 遺言
1993年11月4日，性徹在他落髮為僧的房間內圓寂。並寫有「涅槃頌」，這段文字後來被刻在韓國慶尚北道伽倻山海印寺內：
生平欺狂男女群
彌天罪業過須彌
活陷阿鼻恨萬端
一輪吐紅掛碧山
性徹曾解譯詩的意義：「我終其一生身為人看診，人們總是向我問事情。而人人皆有佛性，但他們不試著暸解事實，僅僅指望著我。所以換句話說，你可以說我一生都當了騙子。因為我並沒有傳達這個訊息給人們，所以必需遭受某種懲罰。」